# Ligne d'Arles à Salon-de-Provence
La ligne d'Arles à Salon-de-Provence est une ligne ferroviaire française à écartement standard et à voie unique non électrifiée, ayant fonctionné de 1875 à 1933, aujourd'hui partiellement déclassée et déferrée.
D'une longueur de 47 km, elle traversait la Provence en longeant le sud du massif des Alpilles, sur un axe ouest-est. Aujourd'hui la portion d'Arles à Fontvieille constitue le seul tronçon encore partiellement exploité, le reste de la voie ayant ensuite disparu.

## Chronologie
Concession : le 14 janvier 1869, un traité accorde la concession de la ligne Arles - Fontvieille à M. Henri Michel.
Déclaration d'utilité publique : 19 février 1870
Dates d'ouverture :
- 28 novembre 1875: Arles - Fontvieille (10,7 km)[3]
- 28 avril 1887: Fontvieille - Salon-de-Provence (37 km)[4]

Fermeture au trafic voyageurs :
- 1933: Arles - Fontvieille - Salon-de-Provence[3],[5],[6]

Fermeture au trafic fret :
- 1947 : Fontvieille - Salon-de-Provence[6]

## Historique

### Concessionnaires et construction
En 1870 est créée la Société des chemins de fer des Bouches-du-Rhône qui construit et exploite une première portion d'Arles à Fontvieille à écartement métrique. Ses actifs sont repris en 1881 par la Société nouvelle des chemins de fer des Bouches-du-Rhône.
Parallèlement, en 1884, la Compagnie des chemins de fer régionaux des Bouches-du-Rhône est créée par la Société de construction des Batignolles pour construire et exploiter un réseau de chemin de fer d'intérêt local dans les Bouches-du-Rhône. Ainsi, le 28 avril 1887, elle crée la portion Fontvieille - Salon-de-Provence à écartement normal, ce qui oblige la portion Arles - Fontvieille à mettre son écartement à jour.
En 1906, les actifs de ces deux organismes sont repris par la Compagnie des chemins de fer départementaux des Bouches-du-Rhône qui, par conséquent, va exploiter l'entièreté de la ligne d'Arles à Salon, soit environ 45 km.
Enfin, en 1913, la Compagnie laisse place à un organisme créé par le département, la Régie départementale des chemins de fer des Bouches-du-Rhône (renommée Régie départementale des transports des Bouches-du-Rhône en 1965, abrégée RDT13),.

### Exploitation commerciale
La ligne est essentiellement utilisée pour le transport de marchandises. On y achemine les pierres de taille des carrières de Fontvieille et des Baux-de-Provence, de la bauxite, mais aussi des denrées alimentaires telles que l’huile d’olive et le vin,,.
Elle est également utilisée pour le transport de passagers jusqu’en 1933, période à laquelle la concurrence de l'automobile et des réseaux d'autobus se fait trop forte sur les chemins de fer d'intérêts locaux,.
Peu après la fin de la Seconde Guerre mondiale, la ligne est entièrement déferrée, à l'exception du tronçon Arles - Fontvieille, utilisé encore aujourd'hui pour l’arsenal de la Marine nationale et un vélorail.

### Exploitations touristiques

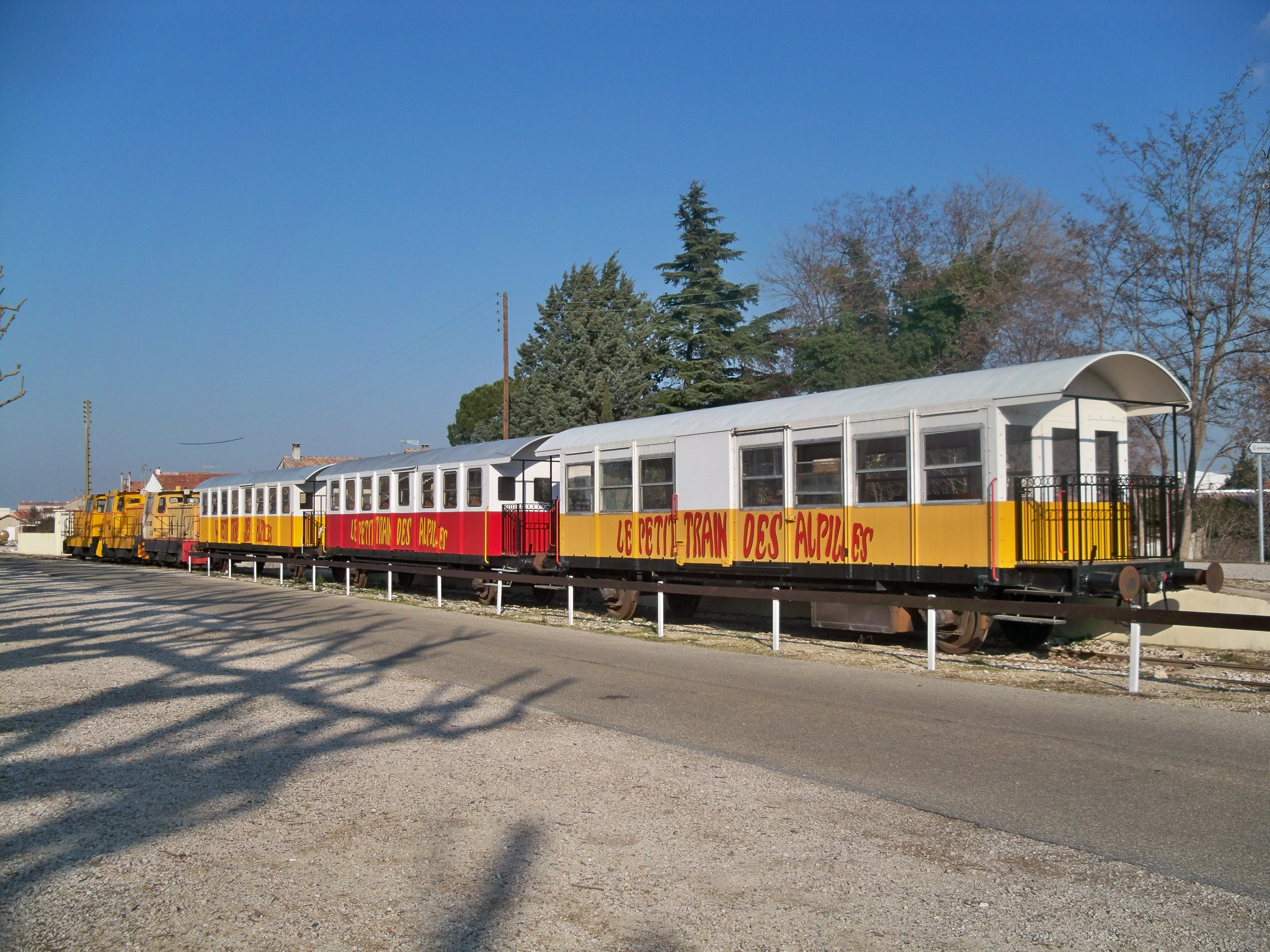
Train touristique des Alpilles (2001-2013)

#### Le Petit Train des Alpilles
À partir de 2001, la ligne Arles - Fontvieille est réhabilitée par la RDT13, toujours propriétaire de la ligne. Elle transporte à nouveau des voyageurs grâce à un train touristique, le Train des Alpilles. Il parcourt les 10,7 km à une vitesse moyenne de 20 km/h, soit un trajet de 45 minutes environ.
Le matériel roulant est composé d'une locomotive à vapeur de type 030 T de 1953 construite à Graffenstaden,, aujourd'hui au dépôt de l'AJECTA à Longueville, en Seine-et-Marne. Le train touristique dispose également de 2 autorails X 3800 "Picasso" et X 5845, de 2 locotracteurs Fauvet-Girel, 1 locotracteur B903 et 1 Moyse, ainsi que plusieurs voitures suisses,,.
En 2013, la RDT13 doit arrêter l'exploitation touristique au profit d'une activité à vocation industrielle et militaire. En effet, après 12 ans d'exploitation, la convention signée entre la Régie et la Marine Nationale touche à sa fin et n'est pas renouvelée.

#### Vélorail des Alpilles
En 2021, la RDT13 et la marie de Fontvieille relancent l'activité touristique sur la ligne grâce à l'exploitation de vélorails entre la gare de Fontvieille et l'Abbaye de Montmajour. La société VDA13, qui possède déjà une activité similaire en région Occitanie, obtient l'autorisation d'exploiter entre 15 et 20 vélorails sur une portion de 4,2 km, sur laquelle est aménagée une aire de retournement sur la voie ferrée.

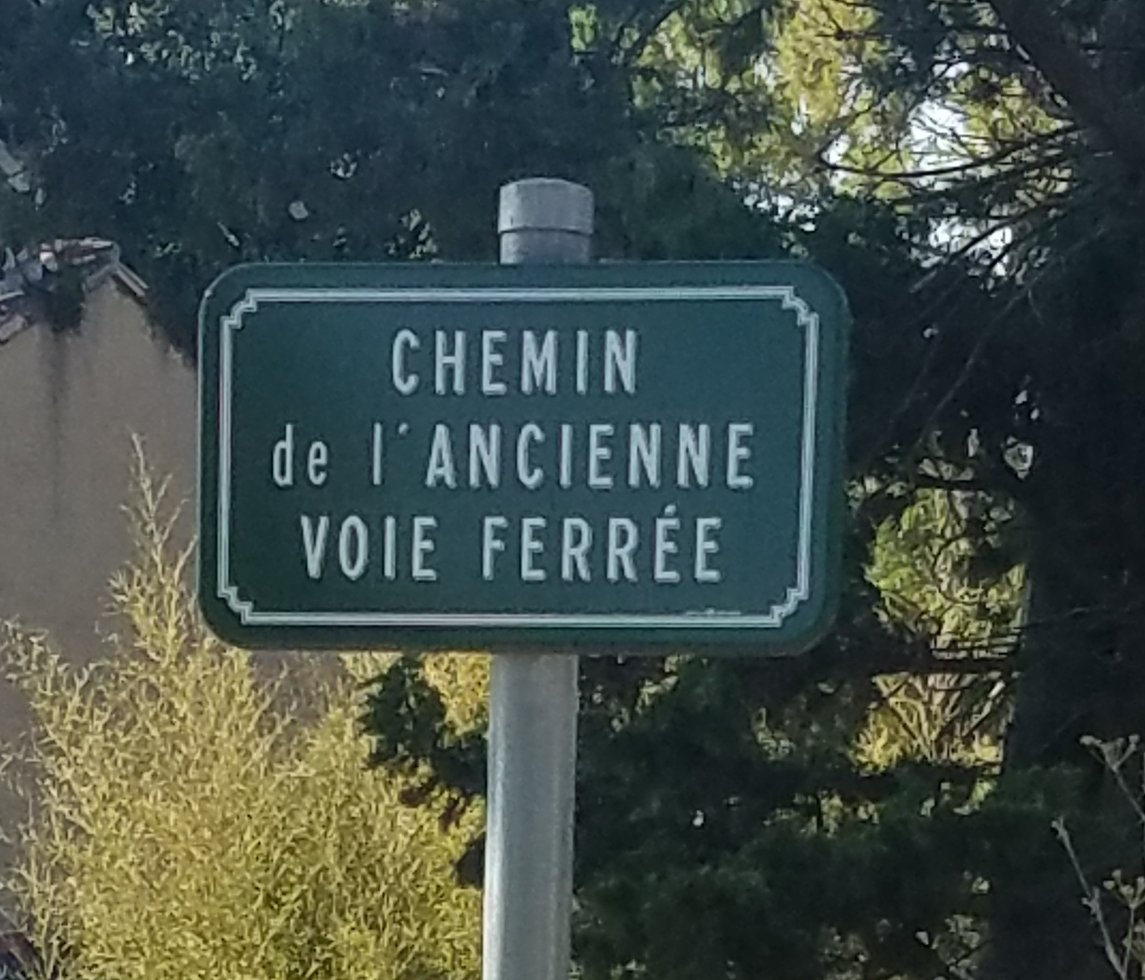
Plaque de rue à Paradou.

### Vestiges
Arles : la gare d'Arles BdR (pour le réseau des Bouches-du-Rhône) est toujours située quelques mètres au nord de la gare d'Arles - P.L.M (pour Paris-Lyon-Méditerranée). La RDT13 dispose toujours de son site historique de 3 hectares, directement embranché au réseau ferré national. Il se compose d'un atelier de maintenance et d'un faisceau de voies. En 2019, elle envisage de doubler les capacités de maintenance de matériel roulant ferroviaire de ce site et lance une « consultation non engageante pour identifier des partenaires potentiels pour le développement d’installations et d’activités sur le site ».
Paradou : une voie dénommée chemin de l'ancienne voie ferrée suit le tracé de la ligne.

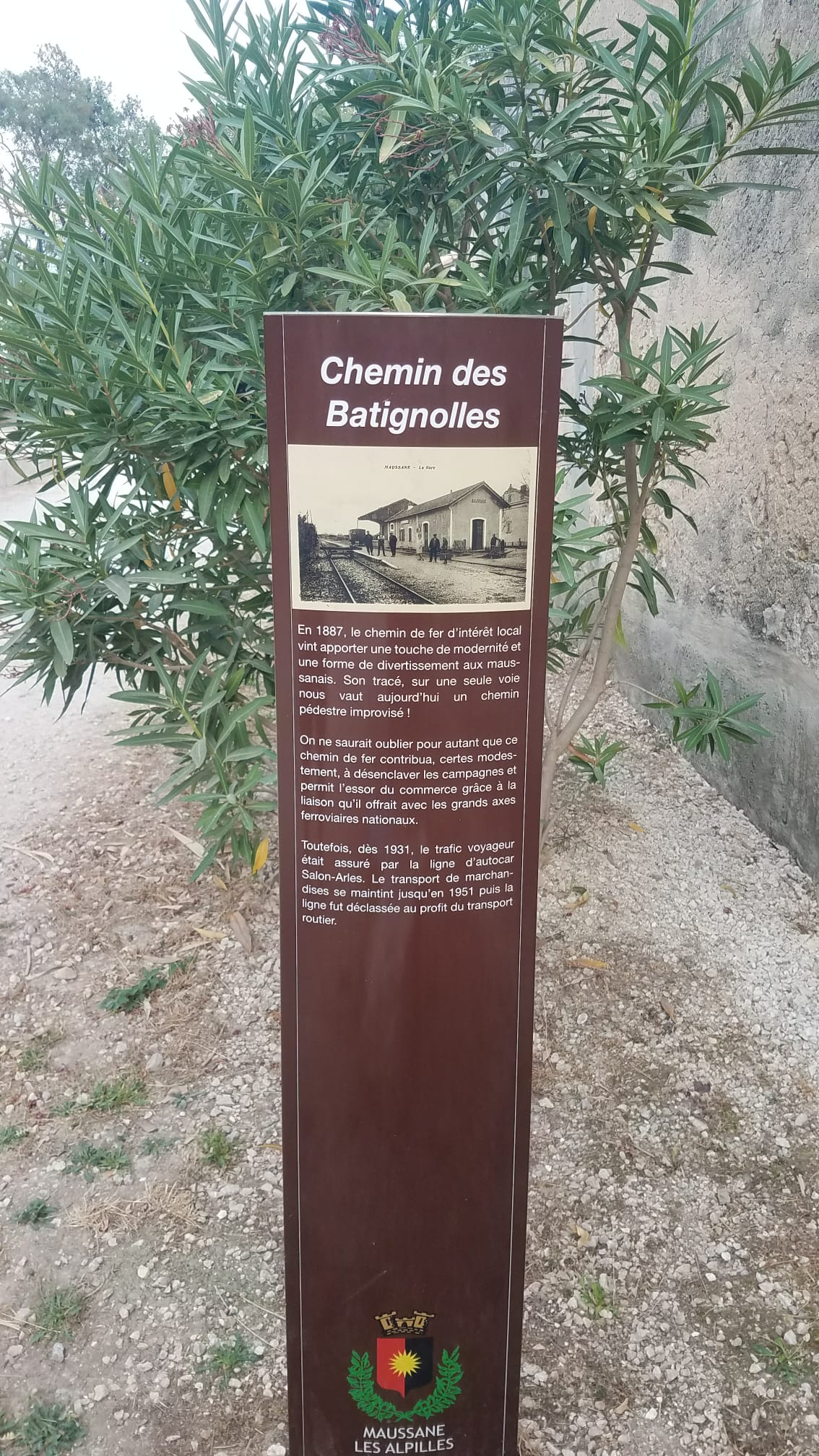
Panneau explicatif sur l'ancienne ligne à Maussane, avec photo de la gare en activité (2023).

Maussane-les-Alpilles : le bâtiment voyageur abrite aujourd'hui la salle Jean Favier, construite en extension. D'ouest en est, la voie ferrée a été effacée au profit du chemin des Batignolles, de l'avenue des Alpilles et de la D17.
Mouriès : la gare abrite le centre technique de la ville ; la ligne est effacée au profit de la D17, des avenues Alphonse Daudet, Frédéric Mistral et Jean Calendal Vianes, ainsi que de la route du Pont des Plaines.
Aureille : le bâtiment voyageur existe toujours, il s'agit d'une habitation privée ; une nouvelle fois, la D17 reprend une large partie du tracé,.
Eyguières : la ville était une gare de bifurcation. La ligne d'Arles poursuivait vers Salon en direction du sud, tandis qu'une autre ligne partait d'Eyguières en direction de Meyrargues en direction de l'est. La gare est aujourd'hui devenue une salle polyvalente et une école a été construite dans le périmètre. Les voies ont laissé place à un parking et la cour des marchandises à un grand square. Subsistent le château d'eau et la remise aux locomotives. Le tracé est aujourd'hui utilisé par le chemin de Grande Randonnée 653A, dit Via Aurelia, qui relie Arles à Menton.

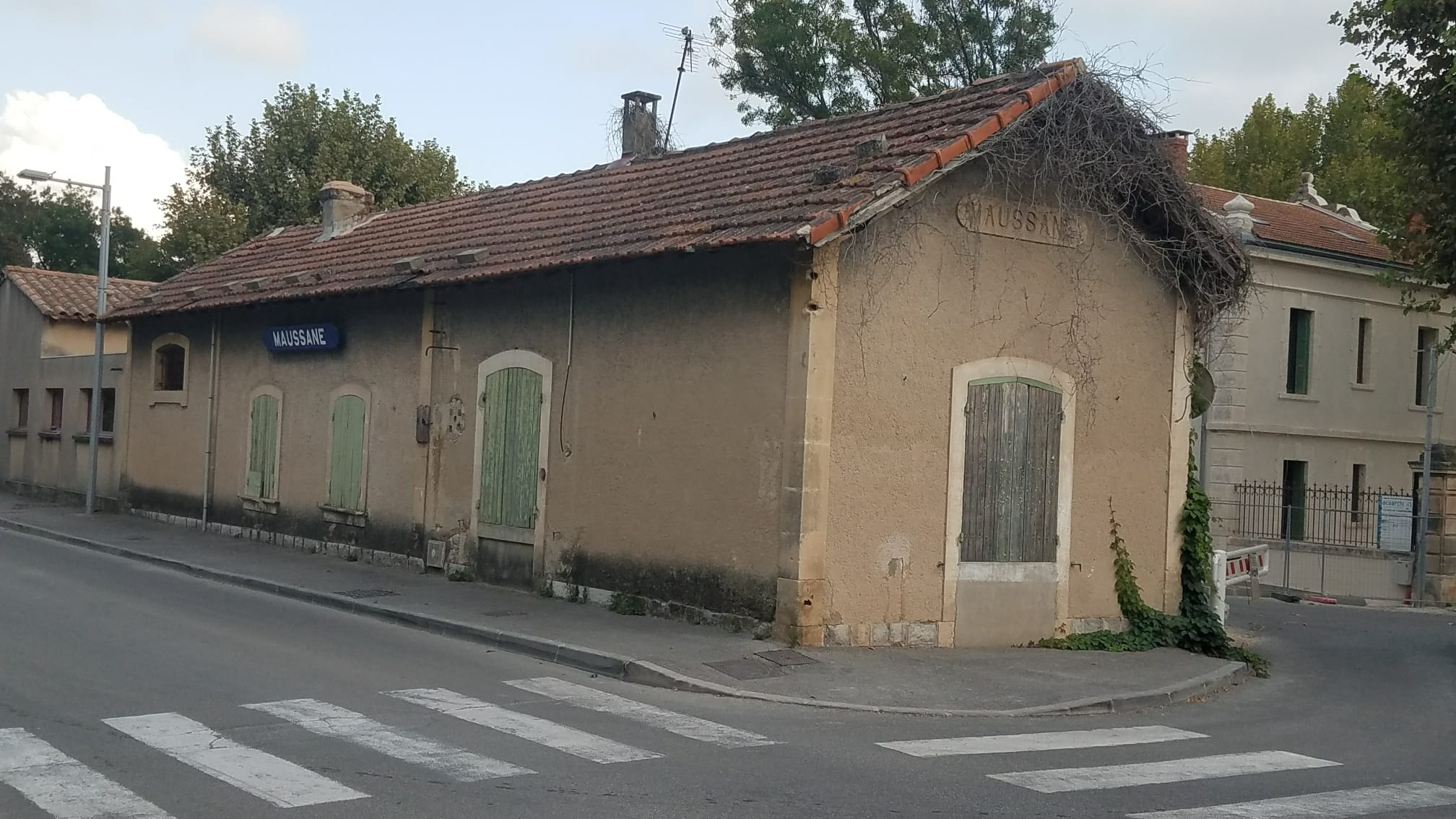
Ancienne gare de Maussane-les-Alpilles (2023)

Salon-de-Provence : la gare BdR était située au nord-ouest de celle du P.L.M. La voie a disparu au profit du chemin des Batignolles, arrivant de l'ouest, une dénomination intéressante puisque la Société de Construction des Batignolles a construit et entretenu cette portion de ligne. La rue des Korrigans constitue les derniers mètres avant la gare BdR.

### Représentation par Vincent van Gogh

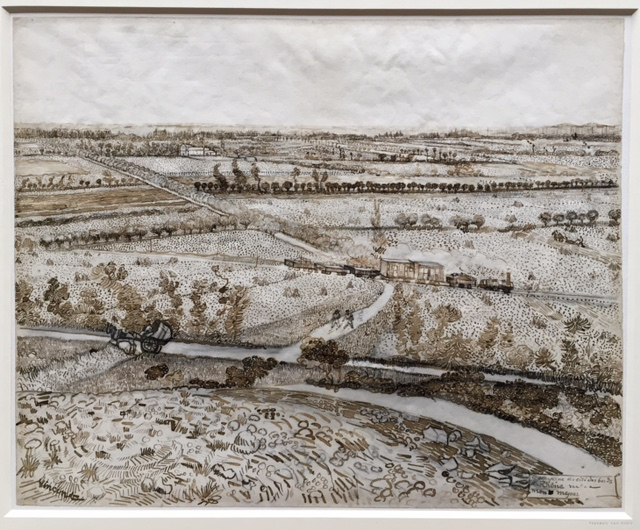
Vincent van Gogh, Paysage près de Montmajour, 1888. Le train à vapeur circule sur la ligne d'Arles à Salon.

La ligne est immortalisée dans un dessin du célèbre peintre hollandais Vincent van Gogh. L'artiste s'installe tout d'abord sur les hauteurs de l'Abbaye de Montmajour pour réaliser en 1888 un dessin de petit format (49 × 61 cm), intitulé Paysage près de Montmajour avec un train. On y distingue clairement un train à vapeur transportant 6 wagons à travers la plaine de la Crau, en direction de Salon-de-Provence, peu avant la gare de Fontvieille. Dans une de ses lettres adressées à son frère Théo, datée du 13 juillet 1888, Vincent van Gogh lui fait part de sa satisfaction :
« Selon moi les deux vues de la Crau et de la campagne du côté des bords du Rhône sont ce que j’ai fait de mieux de ma plume. »
Puis, dans une lettre envoyée 2 jours plus tard au peintre Émile Bernard, il décrit :
« Ai fait de grands dessins à la plume - 2 - une immense campagne plate - vue à vol d’oiseau d’en haut d’une colline - des vignes, des champs de blé moissonnés, tout cela multiplié à l’infini, détalant comme la surface d’une mer vers l’horizon borné par les monticules de la Crau.
Ça n’a pas l’air japonais et c’est la chose la plus japonaise réellement que j’aie faite, un personnage microscopique de laboureur, un petit train qui passe dans les blés, voilà toute la vie qu’il y a là-dedans. »
Le dessin fait partie de la collection permanente du British Museum de Londres.

## Description de la ligne
La ligne démarre en gare d'Arles-BdR et s'en éloigne en partant vers l'est, traversant la plaine de la Crau jusqu'à Fontvieille. De là, elle longe le sud du massif des Alpilles, toujours vers l'est jusqu'à Eyguières, où elle est raccordée à la ligne de Meyrargues. Elle part finalement en direction sud-est jusqu'à la gare de Salon-de-Provence.
Le tracé se situant au pied des Alpilles, sur un relief relativement plat, la ligne ne comporte que très peu d'ouvrages d'art (voir « Schéma de la ligne »).